# Náměšť na Hané (železniční zastávka)
Náměšť na Hané je železniční zastávka (dříve stanice) v městysu Náměšť na Hané v okrese Olomouc. Leží v km 21,591 trati Olomouc – Senice na Hané – Prostějov mezi stanicemi Senice na Hané a Drahanovice.

## Historie
V březnu 1882 započala mezi Náměští a Drahanovicemi stavba tratě Olomouc–Čelechovice, v Náměšti byla během let 1882 a 1883 vybudována patrová budova se sklepem a skladem. Součástí stanice byly i 3 koleje. Provoz na dráze byl zahájen 1. června 1883. Od 5. června 1883 začaly do Náměště jezdit speciální zábavní vlaky z Olomouce, ty jezdily v neděli a ve svátky.[zdroj?]
V roce 1898 bylo prodlouženo a rozšířeno kolejiště ve stanici, v roce 1905 postavena vodárna.[zdroj?] V 60. letech 20. století získává budova současnou podobu. V 70. letech 20. století byla k budově přistavěn velký přístřešek pro návštěvníky Hanáckých slavností (dožínek). Po roce 1989 budova stále fungovala a byla obsazená, úpadek začínal postupně. Nejprve skončil ve stanici nákladní provoz. Následně v roce 2006 došlo k likvidaci kolejiště a ze 4 kolejí se stala pouze jedna. V roce 2009 následoval konec prodeje jízdenek a o tři roky později odchod nájemníka z bytu. Poslední ranou bylo zavření čekárny. Na počátku roku 2017 začala aktivita záchrany nádražní budovy, kdy její vlastník ji chtěl prodat a při nezájmu demolovat. V roce 2019 vznikl spolek Nádraží Náměšť který chce budově vrátit život. Po několika různých jednáních a nejasných informacích se počátkem roku 2019 celá situace změnila a z demolice prozatím sešlo. V roce 2022 byla budova odprodána do soukromých rukou.
V roce 2022 provedla Správa železnic rekonstrukci zastávky spolu s přilehlým železničním přejezdem P7640. Bylo vybudováno nové modernější nástupiště, které je bezbariérově přístupné. Vyměnilo se osvětlení a pro cestující vznikl nový přístřešek z železobetonových prefabrikátů s valbovou střechou. Přibyla také parkovací místa a stojany na kola.

## Popis
Zastávka je zařazena do Integrovaného dopravního systému Olomouckého kraje. Skládá se z jediného nástupiště s nástupní hranou v normové výšce nad temenem kolejnice. Na místě není možné zakoupit jízdenku a k odbavení cestujících dochází ve vlaku.